# Jerzy Feliks Urman
Jerzy Feliks Urman (Stanisławów, 9 aprile 1932 – Drohobyč, 13 novembre 1943) è stato un bambino ebreo, vittima dell'Olocausto. Fu autore nel 1943 di un diario scritto mentre con la sua famiglia, fuggitivi dal ghetto di Stanisławów, vivevano nascosti in casa di amici polacchi nel tentativo di evitare la deportazione nei campi di sterminio. Nel corso di una irruzione della polizia ucraina, Jerzy si tolse la vita con una capsula di cianuro.

## Biografia
Jerzt Felix Urman nasce nel 1932 a Stanisławów, una città della Galizia orientale, allora parte della Polonia orientale (oggi Ivano-Frankivs'k in Ucraina). Gli ebrei risiedevano a Stanisławów dal 1663 e prima dello scoppio della seconda guerra mondiale erano giunti a costituire oltre il 40% dei suoi 60.000 abitanti.
Gli Urman erano una famiglia colta, agiata e ben assimilata. Il padre (Izydor Urman) aveva studiato all’università a Vienna e Leopoli ed era medico. In casa si parlava il polacco, ma si conosceva anche l’yiddish e l’ebraico. Membri della famiglia erano emigrati in Israele e negli Stati Uniti.
Nel settembre 1939, con la spartizione della Polonia, Stanisławów fu annessa all’Unione Sovietica e vi rimase fino al 2 luglio 1941, con l’invasione della Russia da parte della Germania nazista. Lo sterminio della locale comunità ebraica cominciò subito, ad opera della polizia tedesca e dei nazionalisti ucraini, con i sanguinosi pogrom del 3 agosto e del 12 ottobre 1941 (quest’ultimo fu il primo grande eccidio di ebrei compiuto nelle zone occupate con l'Operazione Barbarossa, con l’uccisione in un solo giorno di oltre 10.000 tra uomini, donne e bambini). Il 20 dicembre 1941 fu ufficialmente creato il ghetto di Stanisławów dove furono richiusi i circa 20,000 ebrei superstiti; tra di loro anche la famiglia Urman. Uccisioni ed episodi di violenza continuarono a ripetersi con frequenza; a breve cominciarono anche le prime deportazioni verso il campo di sterminio di Bełżec.
A questo punto, nell’ottobre 1942, il padre di Jerzy decise che l’unica speranza per la famiglia era di rifugiarsi presso conoscenti polacchi. Jerzy fu il primo a lasciare il ghetto nell’ottobre 1942, seguito dalla madre in novembre e dal padre in dicembre. Ad essi si unirono nel marzo 1943 anche lo zio e la nonna, non appena anch’essi furono capaci di scappare dal ghetto. Alla fine la famiglia trovò ospitalità nella vicina città di Drohobycz, in casa di una signora polacca che aveva lavorato come domestica dagli zii.
Gli Urman erano stati personalmente testimoni di numerosi atti di crudeltà, Jerzy in particolare era rimasto traumatizzato dall’aver assistito ad un soldato tedesco infierire con particolare efferatezza su un bambino ebreo reo di aver contrabbandato del cibo. A ciascun membro della famiglia il padre dette una capsula di cianuro da usarsi in caso di arresto per evitare simili sofferenze e il tradimento del resto del gruppo sotto interrogatorio.
Il 13 novembre 1943, probabilmente in seguito ad una delazione, la polizia ucraina fece irruzione nella casa dove gli Urman erano nascosti, accusandoli di essere ebrei. Durante l’interrogatorio, uno dei poliziotti cominciò a colpire il padre con il calcio della pistola. A questo punto, temendo di essere anch’egli vittima di violenza, Jerzy inghiottì il cianuro che provocò la sua morte quasi istantanea. Scioccati dall’episodio, i poliziotti ucraini lasciarono la casa. Vi tornarono alcune settimane dopo ma solo per depredare la famiglia di alcuni oggetti.
La famiglia diede a Jerzy una sepoltura di fortuna. All’arrivo dell’Armata Rossa il 27 luglio 1944, gli Urman furono tra i soli 100 sopravvissuti del ghetto di Stanisławów. Dopo aver traslato la salma di Jerzy nel cimitero ebraico della città nell’agosto 1944, emigrarono in Israele, dove vissero per il resto della loro vita.

## Il Diario e la sua pubblicazione
Mentre si trovava nascosto con la famiglia, dal settembre al novembre 1943, Jerzy scrisse un diario al quale affidò le proprie riflessioni e i sentimenti che lo accompagnarono in quei mesi. Milioni di bambini ebrei fecero esperienza di persecuzione durante l'Olocausto; più di un milione di essi furono uccisi. Solo un piccolo numero di bambini scrisse un diario e pochissimi sono quelli il cui diario ci sia pervenuto. Per quanto ogni diario non rifletta che alcuni frammenti nella vita dell'autore, presi complessivamente essi ci danno un quadro vivo e diretto della realtà complessa che i bambini dell'Olocausto si trovarono ad affrontare, un'esperienza spesso tragicamente conclusasi con la morte. Come Mary Berg (dal Ghetto di Varsavia) o Dawid Sierakowiak (dal Ghetto di Łódź), Jerzy Feliks Urman e Elsa Binder sono le uniche giovani voci rimasteci dal ghetto di Stasislawow.
Nel 1991 il Diario di Jerzy Feliks Urman fu riscoperto e pubblicato in traduzione inglese a cura di Anthony Rudolf, un giornalista della BBC e lontano cugino della vittima, che si era imbattuto nella vicenda ricercando la storia della propria famiglia. Nel 2016 lo stesso Rudolf ha pubblicato una seconda edizione del Diario, corredata di nuovi documenti e testimonianze relative alla vicenda.

## Edizioni del Diario di Jerzy Feliks Urman
- Anthony Rudolf (ed.), I'm Not Even a Grown-Up: The Diary of Jerzy Feliks Urman, London: Menard Press, 1991.
- Anthony Rudolf (ed.), Jerzyk: Diaries, Texts and Testimonies of the Urman Family, Bristol: Shearsman Books, 2016.